# Christian Funke
Christian Funke (* 1949 in Dresden) ist ein deutscher Geiger, Konzertmeister  und Professor für Violine. Seit 1987 ist er Leiter des Bachorchesters des Gewandhauses Leipzig.

## Werdegang
Christian Funke, 1949 in Dresden geboren, studierte von 1959 bis 1966 an der Hochschule für Musik Carl Maria von Weber Dresden und setzte anschließend seine Studien am Moskauer Tschaikowski-Konservatorium bei Igor Bezrodnyi fort.
In nationalen und internationalen Wettbewerben gewann er zahlreiche Preise.
Nach seinem Examen im Jahr 1972 wurde er als 1. Konzertmeister an die Sächsische Staatskapelle Dresden engagiert. Seit 1979 war er als 1. Konzertmeister des Gewandhausorchester Leipzig tätig. Als Solist spielte er alle Violinkonzerte u. a. von Tschaikowski, Beethoven, Brahms, Mozart, Sibelius, Schostakowitsch und Strawinski mit dem Gewandhausorchester.
1986 wurde er zum Professor für Violine an die Hochschule für Musik Franz Liszt Weimar berufen. Zudem hatte er eine Honorarprofessur an der Hochschule für Musik und Theater „Felix Mendelssohn Bartholdy“ Leipzig inne.
Seit 1987 ist er Leiter des Bachorchesters des Gewandhauses Leipzig. Mehrfach spielte er zusammen mit Igor Oistrach oder Maxim Vengerov, Doppelkonzerte von Johann Sebastian Bach. Des Weiteren konnte er Solisten wie Sergei Nakarjakow für das Ensemble gewinnen.
Als Solist ist er häufig zu Gast bei namhaften Orchestern und Kammermusikabenden oder auf Musikfestivals wie den Walkenrieder Kreuzgangkonzerten.
Christian Funke spielt eine Violine aus der berühmten italienischen Geigenbauerfamilie Gagliano.
Es liegen zahlreiche Schallplattenaufnahmen und CD-Einspielungen vor.

## Diskografie (Auswahl)
- Georg Friedrich Händel: Feuerwerksmusik (Deutsche Schallplatten, Berlin 1978 / 1980)
- Claude Debussy: Späte Sonaten (Deutsche Schallplatten, Berlin 1980 / 1981)
- Peter Tschaikowski: Virtuose Violinsonaten (Deutsche Schallplatten, Berlin 1983)
- Peter Tschaikowski: Konzert für Violine und Orchester D-Dur op. 35 (Deutsche Schallplatten, Berlin 1983)
- Robert Schumann: Violinsonate Nr. 2 d-moll op. 121 (Deutsche Schallplatten, Berlin 1985)
- Ludwig van Beethoven: Tripelkonzert (Delta Music, Frechen 1987)
- Cantabile. (Deutsche Schallplatten, Berlin 1988)
- Peter Tschaikowski: Konzert für Violine und Orchester D-Dur op. 35 (Magna-Tonträger, Berlin 1989)
- Franz Schubert: Traummusik Vol. 1 (Magna-Tonträger, Berlin 1990)
- Krebs – Kirnberger – Scheinpflug – Stamitz. (Pilz Media Group, 1990)
- Peter Tschaikowski: Konzert für Klavier und Orchester no. 1 b-Moll op. 23 (Magna-Tonträger, Berlin 1990)
- Berühmte Konzertzugaben. (Magna-Tonträger, Berlin 1992)
- Antonio Vivaldi: Le quattro stagioni (Image Concert, Herzberg / Harz 1994)
- Robert Schumann: Sonaten für Violine und Klavier Nr. 1 & 2 (Edel, Hamburg 1996)
- Virtuose Violinsonaten. (Edel, Hamburg 1997)
- Peter Tschaikowski: Konzert für Violine und Orchester D-Dur (Edel, Hamburg 1998)
- Cantabile. (Edel, Hamburg 1998)
- Claude Debussy: Kammermusik (Edel, Hamburg 1999)
- Peter Tschaikowski: Konzert für Violine und Orchester D-Dur (Edel, Hamburg 2003)
- After work hour / 4. (Edel, Hamburg 2004)
- Peter Tschaikowski: Romeo und Julia (Edel Germany, Berlin 2006)
- Moments of peace. (Edel Classics, Hamburg 2007)
- Gute Nacht, schlafe sacht. (Edel Entertainment, Hamburg 2012)
- Peter Tschaikowski: Konzert für Violine und Orchester D-Dur op. 35. (DNB, Leipzig/Frankfurt am Main 2018)